# Jean Orchampt
Jean Orchampt, né le 9 décembre 1923 à Vesoul (Haute-Saône) et mort le 21 août 2021 à Angers (Maine-et-Loire), est un évêque catholique français, évêque d'Angers de 1974 à 2000.

## Repères biographiques

### Prêtre
Jean Pierre Marie Orchampt est né le 9 décembre 1923 à Vesoul. Il entre à l'école Saint-Colomban de Luxeuil-les-Bains puis au grand séminaire de Besançon. 
Il est ordonné prêtre le 29 juin 1948 pour le diocèse de Besançon et devient vicaire de l'église Saint-Martin de Besançon de 1948 à 1954. Il continue ses études à l'institut supérieur de catéchèse de l'institut catholique de Paris de 1954 à 1956 et obtient le diplôme de l'institut supérieur de pastorale catéchétique de Paris (ISCP). Revenu dans son diocèse, il occupe les fonctions de sous-directeur de l'enseignement religieux de 1956 à 1957. Il devient professeur en 1957, directeur des études de 1957 à 1963 puis directeur adjoint de 1963 à 1968 de l'institut supérieur de pastorale catéchétique de Paris. De 1968 à 1971, il part à Abidjan comme directeur de l'institut supérieur de culture religieuse.

### Évêque
Nommé évêque auxiliaire du diocèse de Montpellier et évêque titulaire d'Aquae-en-Maurétanie (de) le 14 juin 1971, il est consacré le 18 septembre 1971.
Le 5 juillet 1974, il devient évêque d'Angers, il prend possession de son siège le 10 septembre 1974 et est intronisé dans la cathédrale d'Angers le 29 septembre 1974. Étant évêque d'Angers, il devient de droit chancelier de l'université catholique de l'Ouest.
Le 20 mars 2000, il se retire pour raison d'âge et devient évêque émérite de son diocèse. 
Il meurt le 21 août 2021 à Angers. Présidées par Emmanuel Delmas, ses obsèques ont eu lieu le 26 août 2021 en la cathédrale d'Angers.